# Matisia coloradorum
Matisia coloradorum är en malvaväxtart som beskrevs av Raymond Benoist. Matisia coloradorum ingår i släktet Matisia och familjen malvaväxter. Inga underarter finns listade i Catalogue of Life.